# 33197 Charlallen
33197 Charlallen este o planetă minoră (asteroid), cu un diametru de 7,563 km, din centura de asteroizi. A fost descoperită pe 20 martie 1998 la Experimental Test Site⁠(d) de Lincoln Near-Earth Asteroid Research. 
Obiectul prezintă o orbită caracterizată de o semiaxă mare de 3,1677291 UAi, o excentricitate de 0,11, o înclinație de 2,96501 ° în raport cu ecliptica.